# Hermann Usener
Hermann Karl Usener (Veilburgo, 23 de outubro de 1834 – Bona, 21 de outubro de 1905) foi um filólogo e mitológico alemão, especialista em religião grega antiga e ardente promotor da história comparativa das religiões. É igualmente conhecido pela edição científica de Epicuro (Epicurea, Lípsia, 1887) e dos textos retóricos de Dionísio de Halicarnasso (Dionysius Halicarnassensis. Opuscula, Lípsia, 1899 sqq.).

## Obras
- Alexandri Aphrodisiensis problematorum lib. III. et IV. (Berlim, 1859),
- Scholia in Lucani bellum civile (Leipzig, 1869, Bd. 1),
- Anecdoton Holderi (Bona, 1877),
- Legenden der Pelagia (Bona, 1879),
- De Stephano Alexandrino (Bona, 1880),
- Acta S. Marinae et S. Christophori (Bona, 1886),
- Epicurea (Leipzig, 1887), und zahlreiche Beiträge zum Rheinischen Museum,
- Altgriechischer Versbau. Ein Versuch vergleichender Metrik (Bona, 1887),
- Götternamen: Versuch einer Lehre von der Religiösen Begriffsbildung (Bona, 1896),
- Religionsgeschichtliche Untersuchungen (Bona, 1889),
- Die Sintfluthsagen untersucht (Bona, 1899),
- Vorträge und Aufsätze (Leipzig-Berlim, 1907)
- Kleine Schriften (Leipzig, 1912-1914, 4 Bd).